# Spelaeacritus anophthalmus
Spelaeacritus anophthalmus är en skalbaggsart som beskrevs av René Gabriel Jeannel 1934. Spelaeacritus anophthalmus ingår i släktet Spelaeacritus och familjen stumpbaggar. Inga underarter finns listade i Catalogue of Life.